# Ноли Кукмарь
Ноли-Кукмарь (мар. Кугу Руй) — деревня в Новоторъяльском районе Республики Марий Эл. Входит в состав Чуксолинского сельского поселения.

## География
Находится в северо-восточной части республики Марий Эл на расстоянии приблизительно 9 км по прямой на восток от районного центра посёлка Новый Торъял.

## История
Известна с 1795 года, когда в селении числилось 13 дворов, 76 жителей. В 1850 году здесь проживали 136 жителей, все крещёные черемисы. На 1925 год в деревне проживали 115 человек, мари. В 1973 году в состав деревни вошла деревня Малый Руй и в деревне Ноли Кукмарь стало 35 хозяйств, 156 жителей. В 2003 году оставалось 28 семей. В советское время работал колхоз «Йошкар кече».

## Население
Население составляло 93 человека (мари 92 %) в 2002 году, 66 в 2010.